# Charaxes baringana
Charaxes baringana är en fjärilsart som beskrevs av Rothschild 1905. Charaxes baringana ingår i släktet Charaxes och familjen praktfjärilar. Inga underarter finns listade i Catalogue of Life.